# Sona (Fluss)
Die Sona ist ein linker Zufluss der Wkra in Polen.

## Geografie
Der 73 km lange Fluss entspringt in der Umgebung des Dorfs Koziczyn (Gmina Regimin) nördlich der Stadt Ciechanów in der Woiwodschaft Masowien, fließt dann in südlicher Richtung durch die Gmina Sońsk und die Gmina Nowe Miasto und mündet bei dem Dorf Popielżyn-Zawady (Gmina Joniec) in die Wkra. Das Einzugsgebiet wird mit 536,5 km² angegeben.